# GY busz (Budapest)
A budapesti GY jelzésű autóbusz a Boráros tér és a Gyáli piac között közlekedett. A viszonylatot a Budapesti Közlekedési Vállalat üzemeltette. A vonalon kezdetben 20, megszűnése előtt pedig 30 forint értékű, előre váltott vonaljeggyel lehetett utazni, bérlet nem volt rá érvényes.

## Története
A járat 1989. május 28-án indult 54R jelzéssel a Boráros tér és a Gyáli piac között. 1990. június 3-án jelzését GY-re változtatták. 1991. április 28-án végállomása átkerült a gyáli nagy piachoz, útvonala pedig módosult, az Ady Endre utca–Szent István utca–Vecsési út helyett a Bem József utcában járt és az autópályán indult vissza a Boráros térre. 1992-ben megszűnt.

## Útvonala
| Gyáli piac felé | Boráros tér felé |
| --- | --- |
| Boráros tér vá. – Soroksári út – Illatos út – Gyáli út – Nagykőrösi út – Kőrösi út – Gyál, Bem József utca – Gyáli piac vá. | Gyáli piac vá. – Bem József utca – autópálya – Budapest, Nagykőrösi út – Gyáli út – Illatos út – Soroksári út – Boráros tér vá. |

## Megállóhelyei
| 0                                  | Boráros tér végállomás | 27 | Csepeli HÉV 12, 15, 23, 23, 54 2, 2A, 4, 6 |
| 5                                  | Közvágóhíd             | 22 | Ráckevei HÉV 23, 23, 54, 79 2, 23, 24, 31  |
| 11                                 | Határ út               | 16 | 48, 54, 54, 66, 123, 154 13, 52            |
| Budapest–Gyál közigazgatási határa |                        |    |                                            |
| 27                                 | Gyáli piac végállomás  | 0  |                                            |